# Světová komunistická revoluce
Světová komunistická revoluce (nebo také světová socialistická revoluce) je leninistický termín, který popisuje v komunistické teorii přechod od kapitalismu (či jiných výrobních forem z hlediska marxismu) k beztřídní společnosti.
Tento výraz se začal používat po říjnové revoluci, která měla být podle oficiální propagandy komunistických režimů první z řady událostí, směřujících postupně, v průběhu mnoha let k celosvětové komunistické beztřídní společnosti. Komunisté považovali každou z národních revolucí, která vedla k ustanovení socialistického státu s vládou jedné komunistické strany, jako jednu ze součástí této světové revoluce.